# Svovlrod
Svovlrod (Peucedanum) er en slægt af planter, der består af omkring 100 arter, hvoraf to findes vildtvoksende i Danmark. 

## Arter
De danske arter i slægten:
- Kærsvovlrod (Peucedanum palustre)
- Bakkesvovlrod (Peucedanum oreoselinum)